# Tobey (utwór Eminema)
„Tobey” – utwór amerykańskiego rapera Eminema, będący drugim singlem z jego dwunastego albumu The Death of Slim Shady (Coup de Grâce). Został wydany 2 lipca 2024 roku nakładem Shady Records, Aftermath Entertaintment oraz Interscope Records.

## Tło i wydanie
W utworze „Tobey” występują gościnnie raperzy Big Sean oraz BabyTron którzy, podobnie jak Eminem, pochodzą z Detroit. Nazwa utworu odnosi się do aktora Tobey'ego Maguire'a, znanego z wcielania się w postać Petera Parkera, czyli Spidermana. „Tobey” został zapowiedziany 28 czerwca za pośrednictwem mediów społecznościowych rapera. W krótki filmie Eminem nosi białą maskę hokejową i trzymając piłę łańcuchową tnie niewidzialną postać obrysowaną białą linią, w domyśle swoje alter ego - Slim Shady'ego. Za raperem stoją Big Sean i BabyTorn. W tle po wyłączeniu piły, zagrany jest krótki fragment utworu z wokalem BabyTrona. Utwór został wydany 2 lipca, a teledysk w reżyserii Cole'a Bennetta miał zostać wydany 5 lipca jednak tego właśnie dnia Eminem poinformował, że teledysk nie jest jeszcze gotowy a nowa data premiery została ustalona na 8 lipca. W zamian za opóźnienie, raper zamieścił kilkusekundowy fragment teledysku z nową zapowiedzią.